# Liste der Baudenkmäler im Kölner Stadtteil Volkhoven/Weiler
Die folgende Liste enthält die in der Denkmalliste ausgewiesenen Baudenkmäler auf dem Gebiet des Stadtteils Köln-Volkhoven/Weiler, Stadtbezirk Köln-Chorweiler, Nordrhein-Westfalen.
Hinweis: Die Reihenfolge der Baudenkmäler in dieser Liste orientiert sich an den Straßennamen und ist alternativ nach Hausnummern, Denkmallistennummer oder Bezeichnung sortierbar.
Basis ist die offizielle Kölner Denkmalliste (Stand: 16. August 2012), die Baudenkmäler und Denkmalbereiche auflistet. Dabei kann es sich beispielsweise um Sakralbauten, Wohn- und Fachwerkhäuser, historische Gutshöfe und Adelsbauten, Industrieanlagen, Wegekreuze und andere Kleindenkmäler sowie Grabmale und Grabstätten, die eine besondere Bedeutung für die Geschichte Kölns haben, handeln. Grundlage für die Aufnahme in die offiziellen Denkmallisten ist das Denkmalschutzgesetz Nordrhein Westfalens.

| Bild                           | Bezeichnung                               | Lage                                                                            | Beschreibung                       | Bauzeit | Einge- tragen seit | Denk- mal- nr. |
| ------------------------------ | ----------------------------------------- | ------------------------------------------------------------------------------- | ---------------------------------- | ------- | ------------------ | -------------- |
| Fotos hochladen                | Grenzstein                                | Volkhoven/Weiler Blockstr. o. Nr., von Köln-Weiler an der ersten Kurve vor Esch |                                    |         | 1. Juli 1980       | 481            |
| Fotos hochladen                | Neuhalfenhof                              | Volkhoven/Weiler Damiansweg 18                                                  |                                    |         | 16. Oktober 1984   | 2675           |
| Fotos hochladen                | Kartäuserhof                              | Volkhoven/Weiler Damiansweg 21                                                  |                                    |         | 16. Oktober 1984   | 2674           |
| weitere Bilder Fotos hochladen | Friedhof                                  | Volkhoven/Weiler Damiansweg o. Nr. Karte                                        |                                    |         | 1. Juli 1980       | 484            |
| Fotos hochladen                | Wegekapelle St. Marien und Grünfläche     | Volkhoven/Weiler Donatusweg o. Nr.                                              |                                    |         | 1. Mai 2001        | 8538           |
| Fotos hochladen                | Hofanlage                                 | Volkhoven/Weiler Dresenhofweg 57                                                |                                    |         | 1. Juli 1980       | 486            |
| Fotos hochladen                | Georgshof                                 | Volkhoven/Weiler Keimesstr. 2                                                   |                                    |         | 16. Oktober 1984   | 2691           |
| Fotos hochladen                | Pfarrhaus                                 | Volkhoven/Weiler Keimesstr. 4                                                   |                                    |         | 19. Februar 1982   | 981            |
| Fotos hochladen                | ehem. Schule                              | Volkhoven/Weiler Keimesstr. 8                                                   |                                    |         | 1. Juli 1980       | 500            |
| weitere Bilder Fotos hochladen | Kirche St. Cosmas und Damian              | Volkhoven/Weiler Keimesstr. 10                                                  |                                    |         | 20. Januar 1983    | 1301           |
| Fotos hochladen                | Wohnhaus                                  | Volkhoven/Weiler Keimesstr. 32                                                  |                                    |         | 14. März 1991      | 5941           |
| Fotos hochladen                | Kirche St. Cosmas und Damian u. Pfarrhaus | Volkhoven/Weiler Regenboldstr. 4                                                |                                    |         | 20. Januar 1983    | 1308           |
| Fotos hochladen                | Bürgershof/Hofanlage                      | Volkhoven/Weiler Volkhovener Weg 214                                            |                                    |         | 23. Juli 1984      | 2596           |
| Fotos hochladen                | Kleindenkmal (Gedenkkreuz in der Mauer)   | Volkhoven/Weiler Volkhovener Weg 218                                            |                                    |         | 1. Juli 1980       | 518            |
| weitere Bilder Fotos hochladen | Schule                                    | Volkhoven/Weiler Volkhovener Weg 209–211 Karte                                  | Tatort des Attentats von Volkhoven |         | 1. Juli 1980       | 517            |
| Fotos hochladen                | Wohn- und Geschäftshaus                   | Volkhoven/Weiler Weilerweg 1                                                    |                                    |         | 20. Juli 1984      | 2533           |
| Fotos hochladen                | Wohnhaus                                  | Volkhoven/Weiler Weilerweg 76                                                   |                                    |         | 3. April 1985      | 2917           |
| Fotos hochladen                | Wohnhaus                                  | Volkhoven/Weiler Weilerweg 78                                                   |                                    |         | 1. Oktober 1990    | 5728           |
| Fotos hochladen                | Hofanlage                                 | Volkhoven/Weiler Weilerweg 82                                                   |                                    |         | 20. Juli 1981      | 737            |
| Fotos hochladen                | Hofanlage Weilerhof                       | Volkhoven/Weiler Weilerweg 89                                                   |                                    |         | 4. Juni 1985       | 2973           |
| Fotos hochladen                | Hofanlage Hirschhof                       | Volkhoven/Weiler Weilerweg 95                                                   |                                    |         | 1. Juli 1980       | 520            |
| Fotos hochladen                | Wohnhaus                                  | Volkhoven/Weiler Weilerweg 96                                                   |                                    |         | 4. Juli 1989       | 5108           |
| Fotos hochladen                | Baumreihe                                 | Volkhoven/Weiler Wezelostr. o. Nr.                                              |                                    |         | 1. Juli 1980       | 521            |

- Karte mit allen Koordinaten:
- OSM |
- WikiMap